# Żyrytwa pluskwowata
Żyrytwa pluskwowata (Ilyocoris cimicoides) − gatunek owada z rzędu pluskwiaków, należący do rodziny żyrytwowatych.

## Wygląd
Żyrytwę pluskwowatą łatwo rozpoznać choć podobna jest do niektórych chrząszczy z rodziny pływakowatych (Dytiscidae). Ciało ma silnie spłaszczone, oliwkowe. Posiada długie, tylne kończyny które doskonale pomagają jej w pływaniu. Jest to bardzo szybki owad. przednie kończyny to kończyny chwytne. Spód ciała jasny. Aparat gębowy typu kłująco-ssącego, charakterystyczny dla pluskwiaków (Hemiptera). Osiąga do 1,5 cm długości.

## Występowanie i biotop
Żyrytwy, w zależności od gatunku występują na różnych kontynentach, żyrytwa pluskwowata spotykana jest w Europie. Najczęściej spotykane są w małych i płytkich wodach stojących, również na brzegach wolno płynących rzek i kałużach. Gatunek pospolity.

## Pokarm
Żyrytwa należy do drapieżnych pluskwiaków. Chwyta przednimi nogami swoją zdobycz i wysysa za pomocą kłujki. Jej ofiarą padają mniejsze owady i pajęczaki.